# 유성진

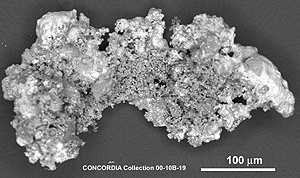
남극 눈에서 수집된 미소 유성체

유성진(流星塵) 또는 미소 유성체는 작은 유성체로 우주공간의 작은 암석 입자이다. 보통 그램 단위 이하이다.
유성진은 매우 작아서 전형적으로 금속성이며 큰 암석에서 부서진 돌 조각으로 태양계의 형성시기에 생성되었는데 유성진은 지구 근처의 우주 공간에는 극히 보통이다.
이들 작은 입자들은 우주 공간 기상 과정에 주요한 기여자이다.
그들이 달의 표면 또는 임의 대기가 없는 천체(수성, 소행성 등)에 충격을 가할 때 결과적인 용융과 기화는 흑화와 다른 광학적인 변화를 표토에 일어킨다. 미소 유성체를 더 잘 이해하기 위해서, 많은 우주선(루나 궤도기 1, 루나 3, 마르스1 과 파이오니아 5)는 미소 유성체 감지기를 운반하였다.

## 우주선에 끼치는 효과
유성진은 우주 탐험에 중대한 위협을 준다. 그들의 속도는 우주선에 대해 초당 수 킬로미터 정도로 유성진의 충격은 우주선과 우주복의 설계의 중요한 문제이다.  대부분 유성진의 작은 크기가 유발되는 손상을 제한하지만 고속의 충격은 일정하게 샌드블래스팅과 흡사한 방식으로 우주선의 외부를 열화시킨다. 오랜동안의 노출은 우주선 시스템의 작동을 위협할 수 있다.

## 같이 보기
- 외계물질